# Суинов, Дуисен
Дуйсен Суинов (каз. Дүйсен Сүйінов) — старший табунщик колхоза «Шабаган» Иргизского района Актюбинской области, Казахская ССР, фигурирующий в одном из редких случаев отмены присвоенного звания Героя Социалистического Труда.

## Биография и трудовая деятельность
Согласно наградным документам, Дуйсен Суинов длительное время работал в колхозе «Шабаган» Иргизского района, показывая высокие результаты в животноводстве.
В 1947 году он сохранил 52 жеребёнка от 53 конематок, за что был награждён орденом Ленина.
В 1948 году он вырастил 60 жеребят от 60 кобыл, достигнув стопроцентной сохранности молодняка.
За эти достижения Указом Президиума Верховного Совета СССР от 7 октября 1949 года Суинову было присвоено звание Героя Социалистического Труда с вручением ордена Ленина и золотой медали «Серп и Молот».

### Расследование и аннулирование награды
В мае 1951 года на имя Председателя Президиума Верховного Совета СССР поступило письмо, в котором утверждалось, что колхозника по имени Дуйсен Суинов никогда не существовало. Проведённая проверка установила, что награды были выданы старшему табунщику Сундетбаю Адырову, чья кандидатура изначально представлялась к награждению, но из-за ошибок при переводе документов с казахского языка на русский и халатности работников Иргизского райсельхозотдела была заменена на вымышленного Суинова.
Несмотря на то, что Адыров действительно добивался высоких результатов в коневодстве, его участие в подделке документов привело к привлечению к уголовной ответственности. В 1952 году он, председатель колхоза Бимурат Садиров и бухгалтер были осуждены на один год лишения свободы.
В 1954 году Указом Президиума Верховного Совета СССР присвоение звания Героя Социалистического Труда Суинову и Садирову было аннулировано.